# Pteraster diaphanus
Pteraster diaphanus är en sjöstjärneart som först beskrevs av Ludwig 1905.  Pteraster diaphanus ingår i släktet Pteraster och familjen knubbsjöstjärnor. Inga underarter finns listade i Catalogue of Life.